# Meeting Areva 2015
Meeting de Paris 2015 byl lehkoatletický mítink, který se konal 4. července 2015 ve francouzském městě Paříž. Byl součástí série mítinků Diamantová liga.

## Výsledky
- Archiv výsledků zde [1]

### Muži
| Disciplína      | 1. místo                      | 2. místo                    | 3. místo                  |
| 100 m           | Asafa Powell 9,81             | Jimmy Vicaut 9,86           | Michael Rodgers 9,99      |
| 400 m           | Wayde van Niekerk 43,96       | Kirani James 44,17          | David Verburg 44,81       |
| 1500 m          | Silas Kiplagat 3:30,12        | Ayanleh Souleiman 3:30,17   | Ronald Kwemoi 3:30,43     |
| 110 m překážek  | Orlando Ortega 12,94          | David Oliver 12,98          | Sergej Šubenkov 13,06     |
| 3000 m překážek | Jairus Birech 7:58,83         | Evan Jager 8:00,45          | Conseslus Kipruto 8:09,90 |
| Skok o tyči     | Konstadinos Filippidis 591 cm | Thiago Braz da Silva 586 cm | Sam Kendricks 581 cm      |
| Skok daleký     | Michael Hartfield 819 cm      | Kafétien Gomis 813 cm       | Fabrice Lapierre 807 cm   |
| Skok do výšky   | Daniil Cyplakov 232 cm        | Donald Thomas 232 cm        | Adónios Mástoras 229 cm   |
| Hod diskem      | Piotr Małachowski 65,57 m     | Zoltán Kővágó 65,23 m       | Gerd Kanter 64,11 m       |

### Ženy
| Disciplína     | 1. místo                            | 2. místo                    | 3. místo                                    |
| 100 m          | Shelly-Ann Fraserová-Pryceová 10,74 | Blessing Okagbareová 10,80  | English Gardnerová 10,97                    |
| 800 m          | Eunice Jepkoech Sumová 1:56,99      | Rose Mary Almanza 1:57,70   | Selina Büchelová 1:57,95                    |
| 5000 m         | Genzebe Dibabaová 14:15,41          | Almaz Ayanaová 14:21,97     | Mercy Cherono 14:34,10                      |
| 400 m překážek | Zuzana Hejnová 53,76                | Sara Petersenová 53,99      | Kemi Adekoyaová 54,12                       |
| Skok o tyči    | Nikoléta Kiriakopoúlou 483 cm       | Yarisley Silvaová 473 cm    | Fabiana Murerová Anželika Sidorovová 463 cm |
| Trojskok       | Caterine Ibargüenová 14,87 m        | Jekatěrina Koněvová 14,72 m | Hanna Knyazheva 14,56 m                     |
| Vrh koulí      | Christina Schwanitzová 20,31 m      | Kung Li-ťiao 19,75 m        | Michelle Carterová 19,37 m                  |
| Hod oštěpem    | Barbora Špotáková 64,42 m           | Kimberley Mickleová 63,80 m | Sunette Viljoenová 63,15 m                  |